# Il mondo del silenzio
Il mondo del silenzio (Le Monde du silence) è un film documentario del 1956 diretto da Jacques-Yves Cousteau e Louis Malle, vincitore della Palma d'oro come miglior film al 9º Festival di Cannes e dell'Oscar come miglior documentario nel 1957.

## Produzione
Nel 1956, con l'aiuto di un giovane Louis Malle per la regia, Jacques-Yves Cousteau girò il suo primo kolossal sottomarino, sfruttando lo stesso titolo del suo primo libro pubblicato pochi anni prima. Il film, che si aggiudicò la Palma d'oro al Festival di Cannes nel 1956 e l'Oscar come miglior documentario nel 1957, era uno dei primi a mostrare a colori l'ambiente sottomarino, e fu girato da un team di sommozzatori con il supporto della nave Calypso.
Per gli standard odierni, la lavorazione del film fu assolutamente deprecabile dal punto di vista ambientale: martellate sui coralli a scopo di campionamento, uso di dinamite sulle barriere coralline giustificato come l'unico metodo possibile per i biologi di catalogare la fauna marina, l'assoluta mancanza di rispetto di sommozzatori ed equipaggio verso le specie incontrate nelle immersioni e a terra, il ferimento di un capodoglio adulto, la mattanza degli squali richiamati dalla scia di sangue dispersa da un piccolo di capodoglio travolto e ferito gravemente dalla nave e per questo ucciso e legato alle mure di dritta dell'imbarcazione dai marinai, cavalcate e addirittura picnic su tartarughe giganti. In seguito Cousteau sarebbe invece diventato un attivista per la preservazione dell’ambiente marino.

## Riconoscimenti
- 1956 - Festival di Cannes
  - Palma d'oro
- 1957 - Premio Oscar
  - Miglior documentario
- 1956 - National Board of Review
  - Miglior film straniero